# Decembrie 2001
Acest articol este generat integral pe baza informațiilor din articolul 2001 și este actualizat periodic de un robot.
 Editările făcute în articol vor fi șterse la următoarea actualizare! Dacă doriți să faceți modificări, editați articolul-sursă.

ianuarie -
februarie -
martie -
aprilie -
mai -
iunie -
iulie -
august -
septembrie -
octombrie -
noiembrie -
decembrie
Decembrie 2001 a fost a douăsprezecea lună a anului și a început într-o zi de sâmbătă.

## Evenimente
- 1 decembrie: Ultimul zbor Trans World Airlines aterizează pe Aeroportul Internațional St. Louis, în urma achiziției TWA, de către American Airlines.
- 2 decembrie:
  - Enron solicită protecția falimentului în capitolul 11 la 5 zile după ce Dynegy anulează o ofertă de cumpărare de 8,4 miliarde USD (până în acest moment, cel mai mare faliment din istoria SUA).
  - Marea depresiune argentiniană din 1998-2001: Corralito - Guvernul îngheață efectiv toate conturile bancare timp de douăsprezece luni, ducând la revoltele din decembrie 2001 în Argentina.
- 3 decembrie: Oficialii anunță că unul dintre prizonierii talibani capturați după răscoala din Mazar-i-Sharif, Afganistan, este John Walker Lindh, cetățean al Statelor Unite.
- 6 decembrie-17 decembrie: Bătălia de la Tora Bora.
- 7 decembrie: Consiliul Uniunii Europene aprobă ridicarea obligativității vizelor pentru cetățenii români din 2002.
- 11 decembrie:
  - Republica Populară Chineză se alătură Organizației Mondiale a Comerțului.
  - Guvernul Statelor Unite îl acuză pe Zacarias Moussaoui pentru implicarea în atacurile teroriste din 11 septembrie.
  - Serviciul Vamal al Statelor Unite face raiduri la membrii grupului internațional de piraterie software DrinkOrDie în Operațiunea Buccaneer.
- 13 decembrie:
  - Atacul Parlamentului indian din 2001: 12 oameni sunt uciși în urma atacului, ceea ce a dus la o confruntare dintre India și Pakistan (2001-2001).
  - Președintele american, George W. Bush, anunță retragerea SUA din Tratatul anti-rachete balistice din 1972.
- 15 decembrie: Turnul înclinat din Pisa se redeschide după 11 ani și 27.000.000 de dolari cheltuiți pentru a-l fortifica.
- 19 decembrie: Se lanseaza filmul Stăpânul Inelelor: Frăția Inelului, având la baza romanul scris de J. R. R. Tolkien. Filmul a fost regizat de Peter Jackson și a avut ca actori principali pe: Elijah Wood, Ian McKellen, Viggo Mortensen, Cate Blanchett, Orlando Bloom, Christopher Lee, Hugo Weaving, Sean Bean și Ian Holm. 
  - La Tosontsengel, Zavkhan, Mongolia, se înregistrează o presiune barometrică mare de 1085,6 hPa (32,06 inHg).
  - Criza economică argentiniană: Revolte izbucnesc în Buenos Aires, Argentina.
- 21 decembrie:
  - Parlamentul României aprobă trimiterea de trupe în Afganistan în cadrul Forței Internaționale.
  - Este lansat filmul O minte sclipitoare, cu actorul Russell Crowe în rolul principal. Filmul va fi premiat cu Premiul Oscar pentru cel mai bun film al anului 2001.
- 22 decembrie:
  - Burhanuddin Rabbani, liderul politic al Alianței Nordului, predă puterea, în Afganistan, guvernului interimar condus de președintele Hamid Karzai.
  - Teroristul islamic britanic, Richard Reid, încearcă să distrugă un avion de pasageri prin aprinderea explozivilor ascunși în pantofii săi la bordul zborului 63 al American Airlines.
- 27 decembrie:
  - Republicii Populare Chineze i se acordă un statut comercial permanent permanent cu Statele Unite.
  - Furtuna tropicală Vamei se formează la 1,5 grade de la Ecuator. Niciun alt ciclon tropical din istoria înregistrată nu s-a apropiat așa de aproape de Ecuator.
- 29 decembrie: Un incendiu izbucnește la centrul comercial Mesa Redonda din Lima, Peru. Au decedat cel puțin 291 de persoane.

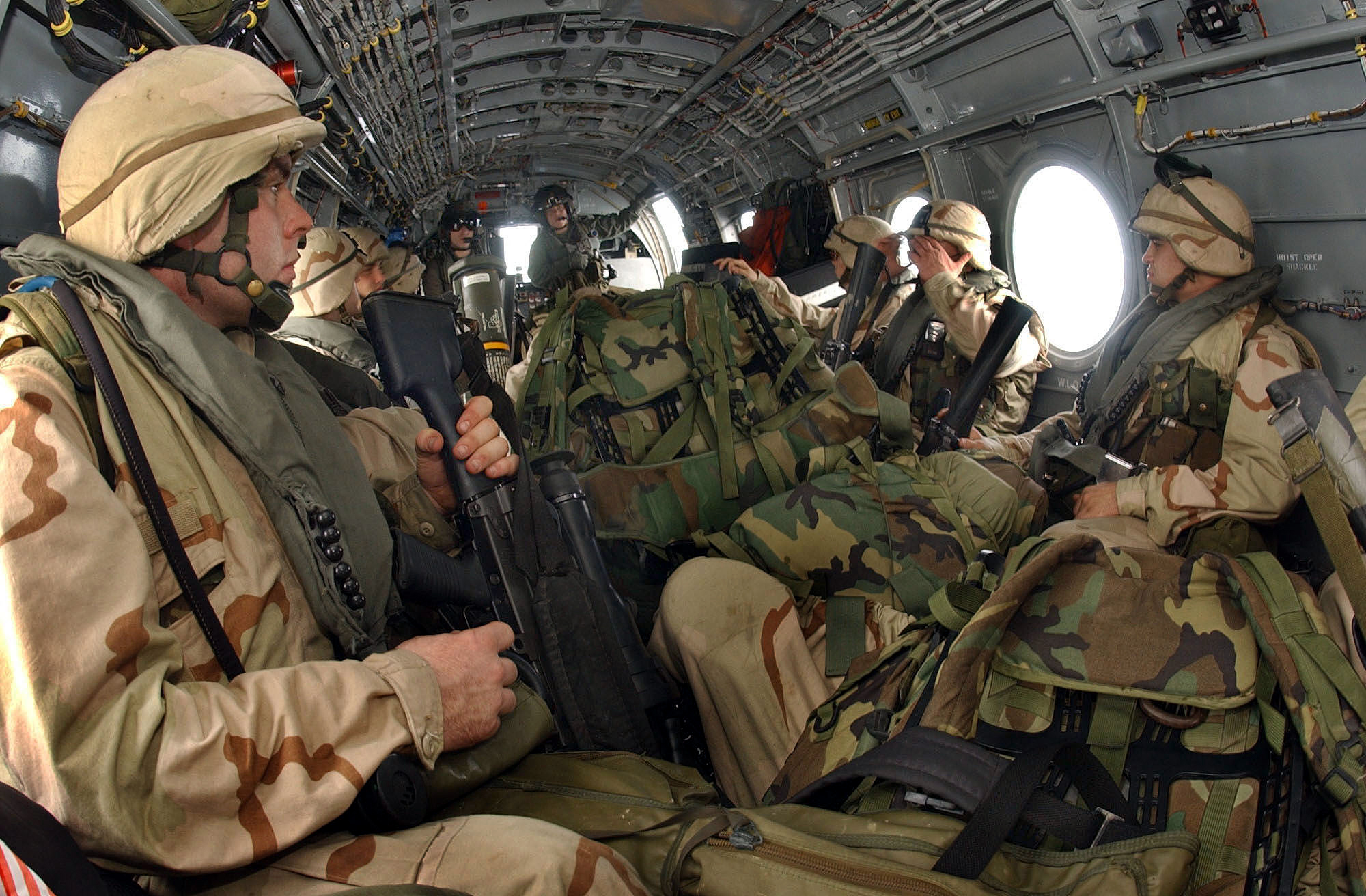
14 decembrie: Pușcașii marini americani dintr-o unitate expeditionară debarcă în Afghanistan dintr-un avion amfibie USS Bataan
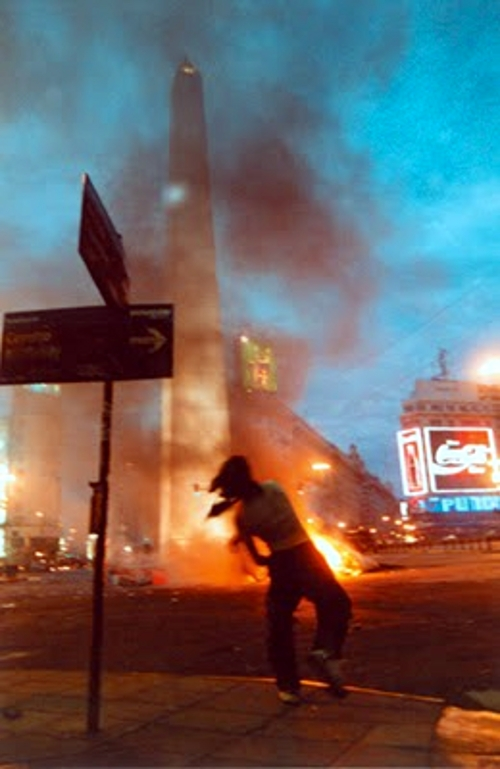
19 decembrie: Violențele din Argentina
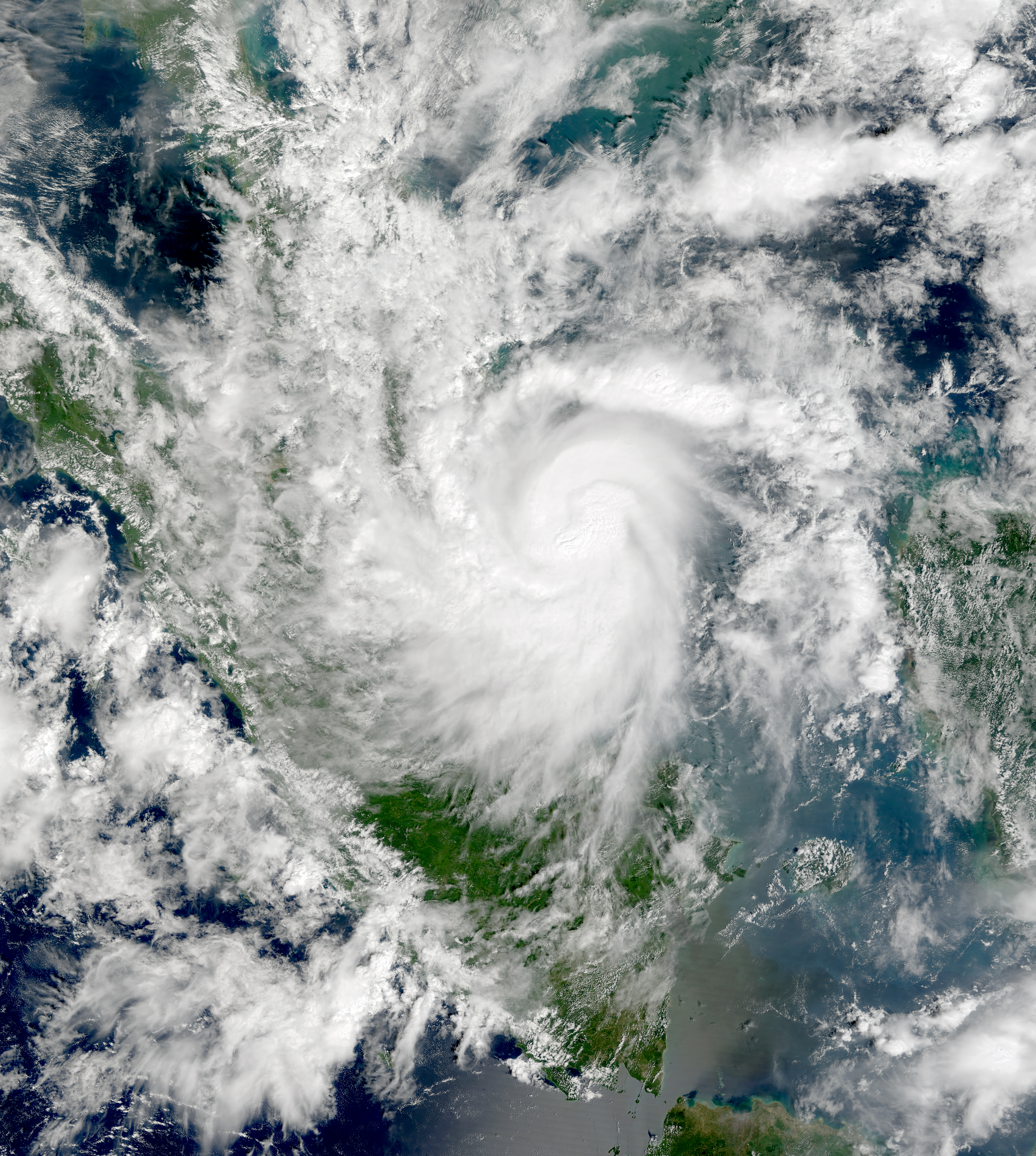
Ciclonul Vaimei care a traversat Ecuatorul
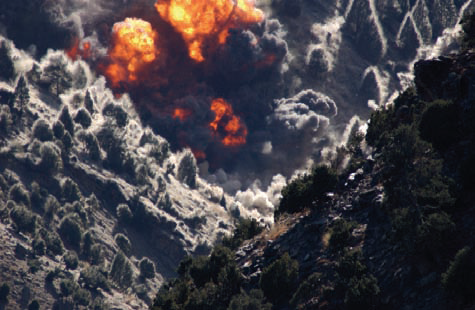
Bombardamente americane în Tora Bora

## Nașteri

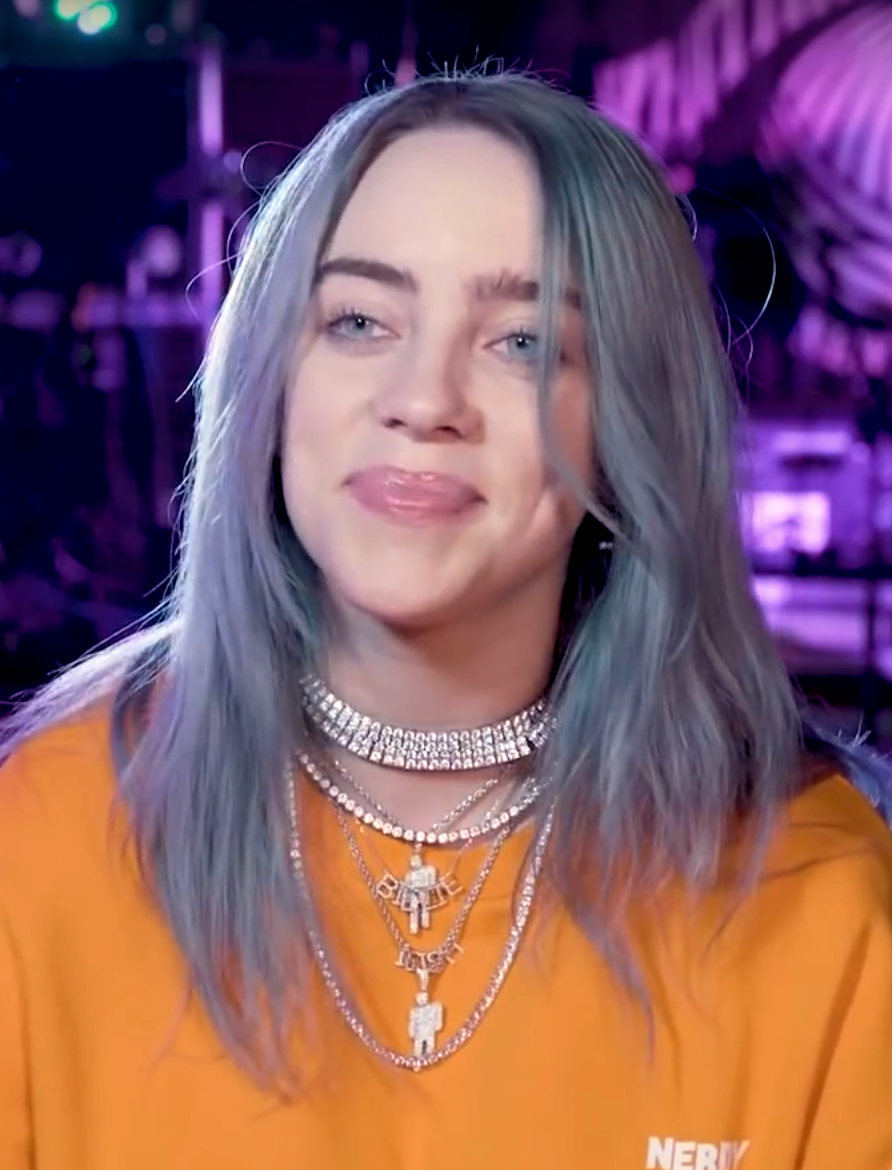
Billie Eilish

- 13 decembrie: Cristian Dumitru, fotbalist
- 14 decembrie: Joshua Rush, actor american
- 18 decembrie: Billie Eilish, cântăreață, model și compozitoare americană
- 22 decembrie: Camila Osorio, jucătoare de tenis columbiană
- 28 decembrie: Madison De La Garza, actriță americană

## Decese
- 4 decembrie: L. M. Arcade, scriitor român (n. 1921)
- 5 decembrie: Franco Rasetti, fizician italian (n. 1901)
- 11 decembrie: Ion Alin Gheorghiu, pictor român (n. 1929)
- 12 decembrie: Josef Bican, 88 ani, fotbalist ceh-austriac (n. 1913)
- 12 decembrie: Jean Richard, actor francez (n. 1921)
- 12 decembrie: Ardito Desio, explorator italian (n. 1897)
- 16 decembrie: Stuart Adamson (William Stuart Adamson), 43 ani, cântăreț și chitarist scoțian (n. 1958)
- 16 decembrie: Gheorghe Vilmoș, biatlonist român (n. 1941)
- 16 decembrie: Stefan Heym, politician german (n. 1913)
- 17 decembrie: Peter Karlson, chimist german (n. 1918)
- 18 decembrie: Kira Ivanova, 38 ani, patinatoare sovietico-rusă (n. 1963)
- 20 decembrie: Léopold Sédar Senghor, 95 ani, primul președinte al Senegalului (1960-1980), (n. 1906)
- 23 decembrie: Jelle Zijlstra, 83 ani, politician și economist, prim-ministru al Țărilor de Jos (1966-1967), (n. 1918)
- 23 decembrie: Mark Clinton, politician irlandez (n. 1915)
- 26 decembrie: Sir Nigel Hawthorne (Nigel Barnard Hawthorne), 72 ani, actor britanic (n. 1929)
- 29 decembrie: Cássia Eller, muziciană braziliană (n. 1962)
- 31 decembrie: Eileen Heckart, 82 ani, actriță americană (n. 1919)